# پیروزی در پرواز
پیروزی در پرواز (انگلیسی: Winged Victory) یک فیلم درام جنگی به کارگردانی جرج کیوکر است که در سال ۱۹۴۴ منتشر شد. این فیلم که بر اساس نمایشنامه‌ای به همین نام اثرِ ماس هارت ساخته شده، محصولِ مشترک «کمپانی فیلم‌سازی فاکس قرن بیستم» و «یگان هوایی ارتش آمریکا» بود.

## بازیگران
- جین کرین
- ادموند اوبرایان
- جودی هالیدی
- لی جی. کاب
- بری نلسن
- گری مریل
- کارل مالدن
- رد باتنز
- لان مک‌کالیستر